# Påskkärring
Påskkärring [posk še:ring] (velikonoční baba) pochází ze staré švédské lidové víry. Je to čarodějnice, která podle tradice létá na koštěti na Blåkullu na Zelený čtvrtek nebo v noci mezi Škaredou středou a Zeleným čtvrtkem, aby se poté vrátila na Velikonoční neděli.

## Historie

### Spojení s čarodějnicemi v 17. století
Myšlenka påskkärring pochází od čarodějnic ze 17. století. Tehdy v šedesátých a sedmdesátých letech probíhaly ve Švédsku nejstrašnější čarodějnické procesy, kdy byly popraveny stovky těch, které prý údajně jely na ďáblovu hostinu. Hostina se odehrávala v nádherné zahradě, která se, často, ale rozhodně ne vždy, nazývala Blåkulla. Zde si čarodějnice myslely, že jim jsou servírovány lahůdky, ale ve skutečnosti to byli žáby, hadi a ropuchy. Aby lidé čarodějnice zaplašili, rozdělávali ohně a stříleli z pušek. Toto přetrvalo i do dneška ve formě rozdělávání ohňů a pouštění rachejtlí.

### Jsou påskkärringar skutečně čarodějnice?
Påskkärringar [posk še:ringar] (velikonoční baby) pocházejí z lidové víry a mohou se poměrně výrazně lišit od čarodějnic, na které lidé věřili v 17. století. Sice se stává, že påskkärringar mají konvici na kávu, černou kočku a koště, avšak většina těchto věcí nemá žádnou přímou spojitost s tehdejšími čarodějnicemi. Káva se totiž ve Švédsku v 17. století nepila a ani černé kočky nejsou zaznamenány v žádných soudních dokumentech pocházejících z této doby.

## Tradice påskkärringar
Není úplně jasné, kdy se poprvé na Velikonoce začaly děti převlékat za påskkärringar, ale tato tradice se rozšířila v západních švédských městech zhruba v polovině 19. století. První påskkärringar tedy nejspíše pocházejí z počátku 19. století nebo ještě dříve. Nejvíce zmínek o nich pochází z krajů Bohuslän, Dalsland, Värmland a částí Västergötland, kde se většinou večer na Bílou sobotu vydávaly žebrat.
V dnešní době je ve Švédsku běžné, že se na Velikonoce jak chlapci, tak děvčata převlékají za påskkärringar. Påskkärring má na sobě kromě oblečení zástěru a šátek. Chlapci se mohou obléknout jako påskgubbar [posk gubbar] (velikonoční dědci), kteří mají na sobě dobové oblečení doplněné o klobouk a knírek. Najdou se i děti, které místo tohoto zvolí raději převlek kočky nebo psa. Společně pak chodí a zvoní na sousedy, kterým přejí „Veselé Velikonoce“ a předávají jim malé malované velikonoční dopisy, které samy vytvořily. Na oplátku pak dostávají sladkosti, malý obnos peněz nebo jiné dárky. Obdržené věci si děti dávají například do koše nebo konvice na kávu a na konci si spravedlivě rozdělí, co nasbíraly. V západním Švédsku chodí påskkärringar nejčastěji na Bílou sobotu, zatímco ve zbytku země je to spíše na Zelený čtvrtek. V poslední době začalo být běžné, že se děti smí převléknout za påskkärringar i ve školkách.

### Lokální tradice
V Jörn v kraji Västerbotten dávají, na rozdíl od běžné tradice, påskkärringar sladkosti těm, které navštíví. Na západě kraje Värmland pak dochází ke kombinaci výše uvedeného. Na Bílou sobotu otevírají lidé dveře svých známých a křičí „Veselé Velikonoce“. Poté, dříve než odejdou, házejí vlastnoručně nakreslené velikonoční dopisy se speciálním záhybem, který je vyroben proto, aby se do něho skryly sladkosti. Tato tradice se nachází také v okolí Mellerud v kraji Dalsland.